# Valerio Alesi
Valerio Alesi (Hamilton, Ontario, 5 de septiembre de 1966) es un exfutbolista canadiense, de ascendencia italiana.
En 1984, Alesi se convirtió en el primer jugador nacido en Canadá que jugaría en la Serie A del Campeonato Italiano de Fútbol, como parte del Ascoli Calcio 1898. Tras varias temporadas con el Ascoli, a comienzos de los años 1990 se unió al A.C. Maceratese de la división inferior.